# Polkit

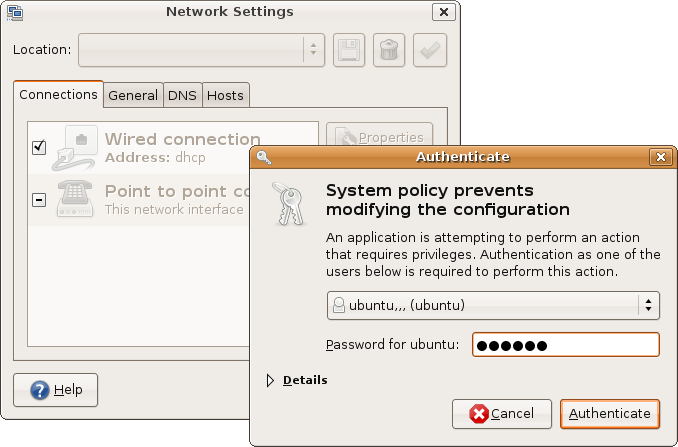

Polkit(旧名PolicyKit)とは、Unix系オペレーティングシステムで、システム全体の権限を制御するためのアプリケーション開発ツールキットである。このライブラリによって、特権を持たないプロセスが、特権を持つプロセスと通信することができるようになる。sudoのようなコマンドと比較すると、プロセス全体に対して特権を与えることはしない。しかし、1つのポリシーで、より細かなポリシーをシステム全体に対して適用できるという特徴がある。このライブラリは、freedesktop.orgプロジェクトの一環で作られた。
PolicyKitはUbuntuでは8.04より、Fedoraでは8より導入されている。
Ver0.105以降に名前をPolkitに変更した。
このツールは様々なアプリケーションに取り込まれている。例えば、libvirtやvirt-managerから使うこともできる。また、SELinuxの持つセキュリティコンテキスト情報をD-Busより取得して、動作することもできる。